# Grabanów-Kolonia
Grabanów-Kolonia – kolonia w Polsce położona w województwie lubelskim, w powiecie bialskim, w gminie Biała Podlaska.
| SIMC    | Nazwa     | Rodzaj     |
| ------- | --------- | ---------- |
| 0010613 | Kozula    | osadai     |
| 0010620 | Zadwórcze | przysiółek |

W latach 1975–1998 miejscowość administracyjnie należała do województwa bialskopodlaskiego.
Kolonia jest sołectwem w gminie Biała Podlaska. Według Narodowego Spisu Powszechnego z roku 2011 kolonia liczyła 567 mieszkańców.
Wierni Kościoła rzymskokatolickiego należą do parafii Narodzenia Najświętszej Maryi Panny w Białej Podlaskiej.